# Провалинская-Корольчик, Янина Диславовна
Яни́на Дисла́вовна Провалинская-Коро́льчик (бел. Яніна Дзіславаўна Правалінская-Карольчык; род. 26 декабря 1976, Хрищеновичи, Гродненская область) — белорусская толкательница ядра. Заслуженный мастер спорта Республики Беларусь (2000). Олимпийская чемпионка (2000) и чемпионка мира (2001).
Замужем за известным белорусским певцом Владимиром Провалинским.

## Политические взгляды
Подписала открытое письмо спортивных деятелей страны, выступающих за действующую власть Беларуси после жёстких подавлений протестов в 2020 году.

## Достижения
| Год  | Соревнование                   | Место                | Результат | Примечания |
| ---- | ------------------------------ | -------------------- | --------- | ---------- |
| 1995 | Чемпионат Европы среди юниоров | Ньиредьхаза, Венгрия | 3-е       |            |
| 1998 | Чемпионат Европы               | Будапешт, Венгрия    | 3-е       | 19.23 (PB) |
| 1999 | Чемпионат мира                 | Севилья, Испания     | 4-е       |            |
| 2000 | Олимпийские игры               | Сидней, Австралия    | 1-е       | 20.56 (PB) |
| 2001 | Чемпионат мира в помещении     | Лиссабон, Португалия | 9-е       |            |
| 2001 | Чемпионат мира                 | Эдмонтон, Канада     | 1-е       | 20.61 (PB) |
| 2003 | Чемпионат мира в помещении     | Бирмингем, Англия    | 7-е       |            |
| 2007 | Чемпионат мира                 | Осака, Япония        | 10-е      |            |
| 2008 | Олимпийские игры               | Пекин, КНР           | 18-е      |            |

- PB — личный рекорд.
- Орден Отечества III степени (2000)[4]